# 中壢五號倉庫藝文基地
中壢五號倉庫藝文基地是位於中華民國桃園市中壢區的桃園市歷史建築，原為中華民國台灣鐵路管理局（台鐵局）的鐵道倉庫，2018年由桃園在地青年團體「桃園藝文陣線」向台鐵局承租並整理規劃成為「中壢五號倉庫藝文基地」後開放；該空間約80坪大小，當時除作為藝文展演之用，亦用於展示中壢過往的地方鐵路運輸發展。2020年12月，租約到期後歸還臺鐵局。於地方文化團體的倡議下，2021年正式公告登錄為桃園市歷史建築。現正規劃整修中。

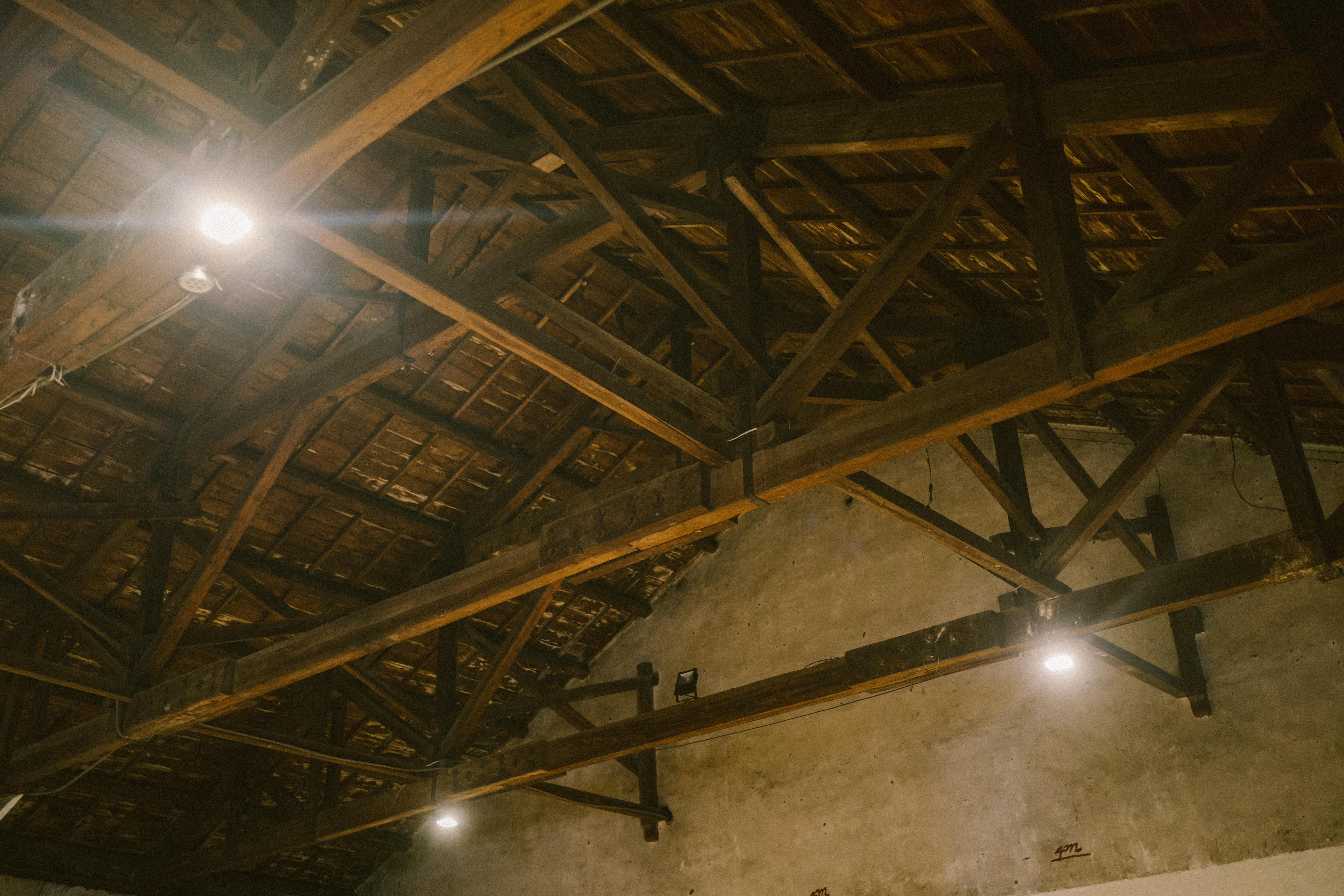
倉庫內日治時期至今保留完整之木桁架。

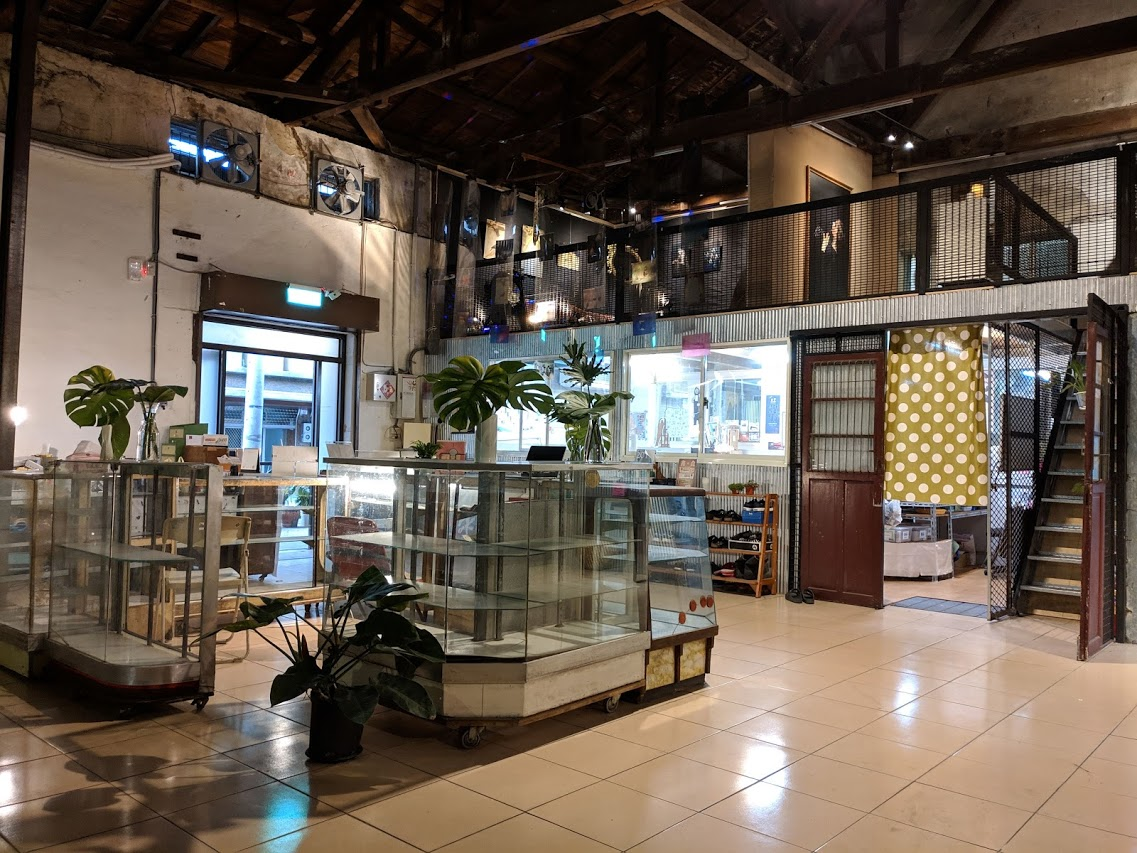
原作為米穀倉庫的空間，經整修後作為展覽及演出場地。

## 簡介
自1930年代起，日本物流公司「日本通運株式會社」陸續於中壢車站周邊興建倉庫群，1939年後興建的中壢五號倉庫是其中之一。今倉庫內部的木桁架構造仍完整，於台灣日治時期主要用於儲藏米穀等貨物，第二次世界大戰後持續用於貨物運送與倉儲，後轉租作為停車場和貨物批發場，亦曾出租作為餐廳營業。後該倉庫租約到期，桃園藝文陣線遂向台鐵局承租，經一年多整理翻修，於2018年6月23日開放。
2020年8月27日，中壢四號、五號倉庫提報桃園市政府文化局文化資產價值評估會勘，經委員評定具文化資產價值，予以列冊追蹤。

經過2年半的營運，因租約到期，桃園藝文陣線在此的駐地營運暫時告終，於2020年12月22日歸還臺鐵局。
2021年10月1日，「中壢鐵道4號、5號倉庫」經「桃園市110年度第4次文化資產（第一類組） 審議會」會議決議登錄為桃園市歷史建築。

## 歷史
- 1931年（民國20年/昭和6年），國際通運株式會社買收原中壢街的順昌運送部，在中壢街創設中壢出張所，任原順昌運送部店主蔡順昌為主任。
- 1939年（民國28年/昭和14年），4月10日，日本通運株式會社向從事貸地業的擎記興業株式會社買下土地後，隨即於4月24日向中壢登記所登記將石頭39-58分割，因而可以確定倉庫應建於1939年之後。
- 1949年（民國38年），戰後由臺灣省政府交通鐵路局接收。
- 2014年（民國103年），隆德灣泰式餐廳向臺鐵局承租，作為泰式餐廳及東南亞商店。
- 2017年（民國106年），5月23日，由桃園青年團隊社團法人桃園藝文陣線承租，開始整修。
- 2018年（民國107年），6月23日，「中壢五號倉庫藝文基地」正式對外開放。
- 2018年（民國107年），7月21日至08月12日舉辦「第三屆回桃看淘氣藝術節」。
- 2018年（民國107年），舉辦《五秋》劇展，陳家聲工作室劇團《藍衫之下》、慢島劇團《雲裡的女人》、陳家聲工作室劇團《阿北》演出。
- 2019年（民國108年），7月20日至8月4日，舉辦「回桃看藝術節SP：封印解除」。
- 2019年（民國108年），舉辦第二屆《五秋》劇展，十貳劇場×拍謝少年《海島浪人》、陳家聲工作室《宇宙之聲ON AIR》、左撇子工場《夏天好美麗》演出。
- 2020年（民國109年），8月27日，中壢四號、五號倉庫提報桃園市政府文化局文化資產價值評估會勘，經委員評定具文化資產價值，予以列冊追蹤。
- 2021年（民國110年），10月1日，經「桃園市110年度第4次文化資產（第一類組） 審議會」會議決議，公告登錄「中壢鐵道4號、5號倉庫」登錄為桃園市歷史建築。[6]

## 外部連結
- 中壢就是博物館
- 中壢街區博物館